# No Man's Land (jeu vidéo, 2003)
Pour les articles homonymes, voir No man's land (homonymie).
No Man's Land est un jeu vidéo de stratégie en temps réel développé par Related Designs et édité par cdv Software Entertainment, sorti en France le 30 octobre 2003.
Les différentes missions du jeu se déroulent en Amérique du Nord à partir de la découverte par les conquistadores jusqu'à la fin de la conquête de l'ouest.

## Accueil
| No Man's Land         |      |        |
| Média                 | Pays | Notes  |
| GameSpot              | US   | 59 %   |
| IGN                   | US   | 76 %   |
| Jeuxvideo.com         | FR   | 13/20  |
| Gen4                  | FR   | 79 %   |
| Joystick              | FR   | 6/10   |
| PC Jeux               | FR   | 70 %   |
| Compilations de notes |      |        |
| Metacritic            | US   | 70 %   |
| GameRankings          | US   | 65,8 % |

D'après PC Jeux qui à l'époque a évalué son intérêt à 70 %, ou Joystick qui l'a évalué à 6/10, le jeu réutilise les concepts éprouvés du jeu de stratégie en temps réel, mais n'a rien d'original ou d'innovant. Le jeu n'a pas eu une longue durée de vie.